# یلان (باشقیرستان)
یلان (انگلیسی: Yelan, Republic of Bashkortostan) یک شهرک در شهرستان بلورتسکی باشقیرستان کشور روسیه است.